# バトゥミ
バトゥミ（グルジア語: ბათუმი、Batumi）は、ジョージア南西部の都市である。黒海沿岸部に位置し、アジャリア自治共和国の首都ともされている。人口は約20万人（2020年）で、首都のトビリシに継ぎジョージア第二の人口を誇る。
「黒海のラスベガス」というニックネームでも知られ、観光とギャンブルを中心とした娯楽産業が経済の中心となっているが、ジョージア国内でも有数の重要な港でもあり、造船、食品加工、軽工業などの産業もある。2010年以降、高層ビルの建設ラッシュと、19世紀の歴史的な建造物の修復によって街は変貌を遂げている。

## 概要
バトゥミは黒海の沿岸に位置している。そのため、古来より物流の拠点されていた。
現在では、ジョージアの最大港湾都市として発展し、重要な商工業都市でもある。そのため、超高層建築なども近年立ち並んでいる。

## 歴史
- 古くはギリシア人の植民都市であった。
- 17世紀以降、オスマン帝国の支配下に置かれ、住民のムスリム化が進んだ。
- 1878年には露土戦争後のサン・ステファノ条約によって、ロシア帝国に併合された。
- 1901年にはスターリンがバトゥミでストライキを起こしている。
- ロシア革命後には、トルコ軍やイギリス軍によって一時的に占領された。
- 1919年にはイギリスの後押しによりバトゥミ共和国として独立したが、数か月でイギリス軍政下に置かれた。
- 1921年にソビエト連邦領となった。
- 1992年 ジョージア国独立。
- 2004年 ジョージア国中央政府の支配下に収まった。

## 地理

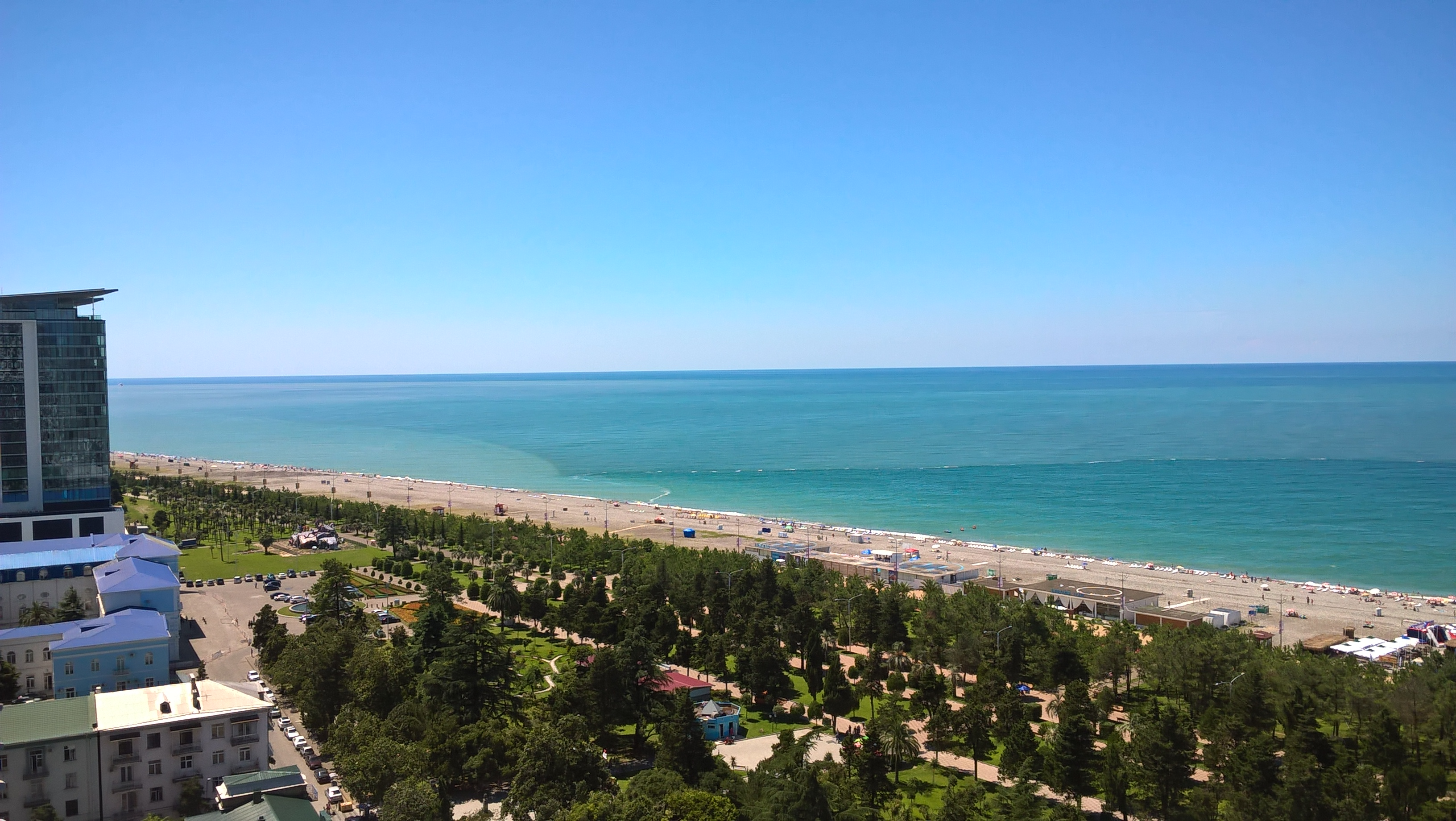
バトゥミ海岸

### 地形

#### 海洋
主な海
- 黒海

#### 海岸
- バトゥミ海岸

### 気候
湿った空気が山脈にぶつかり、降水量が非常に多い。ケッペンの気候区分では温暖湿潤気候（Cfa）に属す。
| バトゥミの気候         | バトゥミの気候 | バトゥミの気候 | バトゥミの気候 | バトゥミの気候 | バトゥミの気候 | バトゥミの気候 | バトゥミの気候 | バトゥミの気候 | バトゥミの気候 | バトゥミの気候 | バトゥミの気候 | バトゥミの気候 | バトゥミの気候 |
| 月                     | 1月            | 2月            | 3月            | 4月            | 5月            | 6月            | 7月            | 8月            | 9月            | 10月           | 11月           | 12月           | 年             |
| ---------------------- | -------------- | -------------- | -------------- | -------------- | -------------- | -------------- | -------------- | -------------- | -------------- | -------------- | -------------- | -------------- | -------------- |
| 最高気温記録 °C （°F） | 25 (77)        | 26 (79)        | 28 (82)        | 32 (90)        | 33 (91)        | 36 (97)        | 40 (104)       | 37 (99)        | 34 (93)        | 31 (88)        | 30 (86)        | 28 (82)        | 40 (104)       |
| 平均最高気温 °C （°F） | 10 (50)        | 11 (52)        | 12 (54)        | 16 (61)        | 19 (66)        | 23 (73)        | 26 (79)        | 26 (79)        | 23 (73)        | 19 (66)        | 16 (61)        | 12 (54)        | 17.8 (64)      |
| 日平均気温 °C （°F）   | 7 (45)         | 7 (45)         | 9 (48)         | 12 (54)        | 16 (61)        | 20 (68)        | 22 (72)        | 22 (72)        | 20 (68)        | 16 (61)        | 12 (54)        | 9 (48)         | 14.3 (58)      |
| 平均最低気温 °C （°F） | 4 (39)         | 4 (39)         | 5 (41)         | 9 (48)         | 13 (55)        | 17 (63)        | 19 (66)        | 19 (66)        | 16 (61)        | 13 (55)        | 9 (48)         | 6 (43)         | 11.2 (52)      |
| 最低気温記録 °C （°F） | −5 (23)        | −6 (21)        | −3 (27)        | 1 (34)         | 5 (41)         | 8 (46)         | 11 (52)        | 11 (52)        | 10 (50)        | 5 (41)         | −1 (30)        | −4 (25)        | −6 (21)        |
| 降水量 mm （inch）     | 281 (11.06)    | 228 (8.98)     | 174 (6.85)     | 122 (4.8)      | 92 (3.62)      | 163 (6.42)     | 182 (7.17)     | 255 (10.04)    | 335 (13.19)    | 306 (12.05)    | 304 (11.97)    | 276 (10.87)    | 2,718 (107.01) |
| 平均月間日照時間       | 99             | 105            | 126            | 148            | 199            | 235            | 214            | 223            | 201            | 176            | 125            | 107            | 1,958          |
| 出典1：weatherbase.com |                |                |                |                |                |                |                |                |                |                |                |                |                |
| 出典2：                |                |                |                |                |                |                |                |                |                |                |                |                |                |

### 隣接地域
トルコ共和国黒海地方のアルトヴィン県やホパが南部に隣接している為、関係が深い。
また、黒海に面した港を通じて、ウクライナや陸路を通じてアゼルバイジャンなどと通じている。

## 対外関係

### 姉妹都市・提携都市
- バーリ、イタリア 1987年
- サン・セバスティアン、スペイン 1987年
- カルタヘナ、コロンビア 1987年
- サバンナ、アメリカ合衆国 1992年
- ピレウス、ギリシャ 1996年
- キスロヴォツク、ロシア 1997年
- アルトヴィン、トルコ 1999年
- トラブゾン、トルコ 2000年
- ヴァナゾル、アルメニア 2006年
- ヤルタ、ウクライナ 2008年
- ヴェローナ、イタリア 2010年
- テルノーピリ、ウクライナ 2011年
- ニューオーリンズ、アメリカ合衆国 2012年
- ナヒチェヴァン、アゼルバイジャン 2012年

## 経済

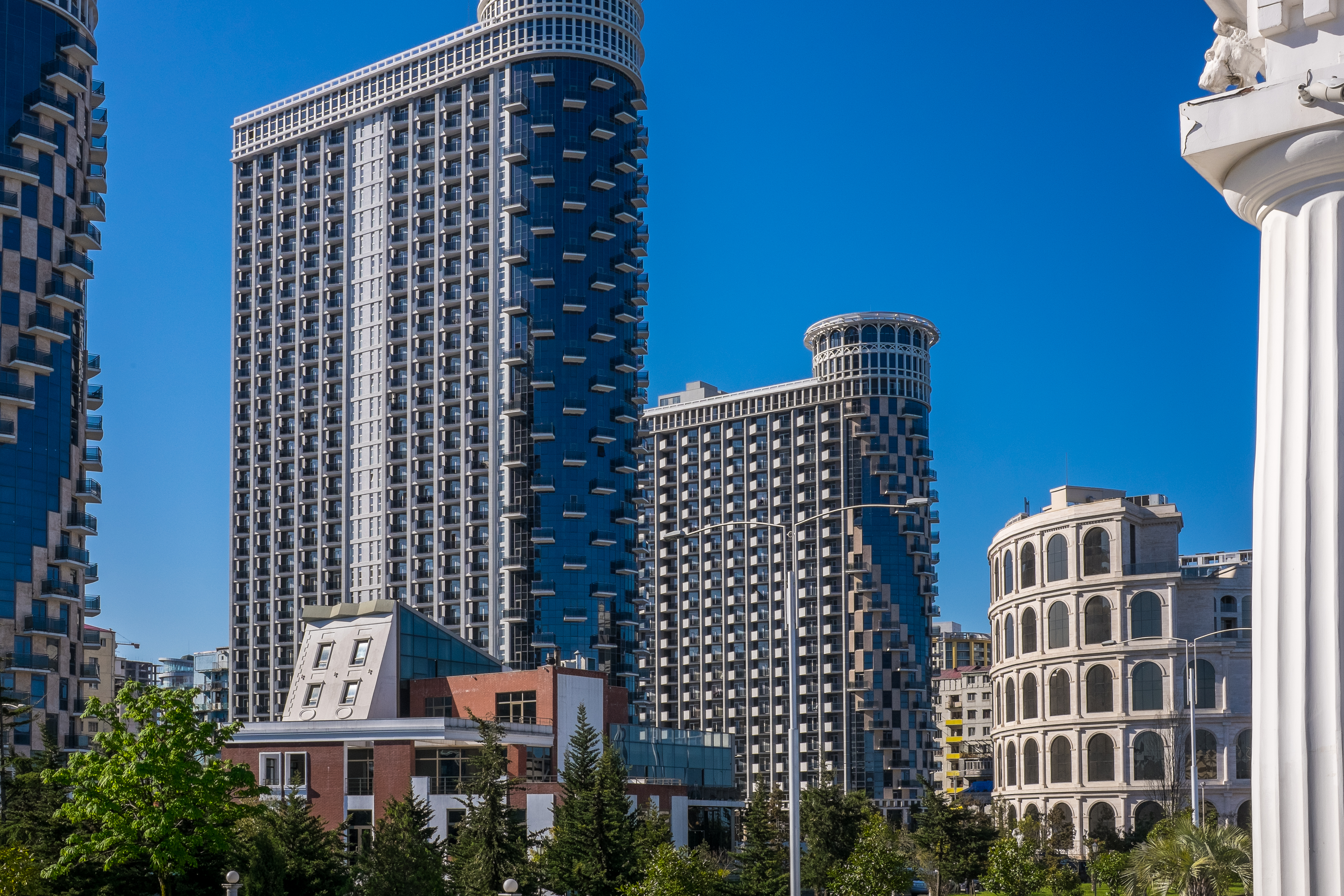
バトゥミのスカイライン

### 第二次産業

#### 農業
亜熱帯気候でもあるため、レモンやオレンジ、茶の生産が盛んである。

### 第二次産業

#### 工業
港湾都市としても発展しているため、造船、食品加工、軽工業などの拠点が多く置かれている。

#### 観光業
- 保養地として、ビーチへ観光客が多く訪れている。

また、カジノなども多くあり、「黒海のラスベガス」と称される。

#### 物流
港湾に多くの物流施設が拠点を構えている。

## 交通

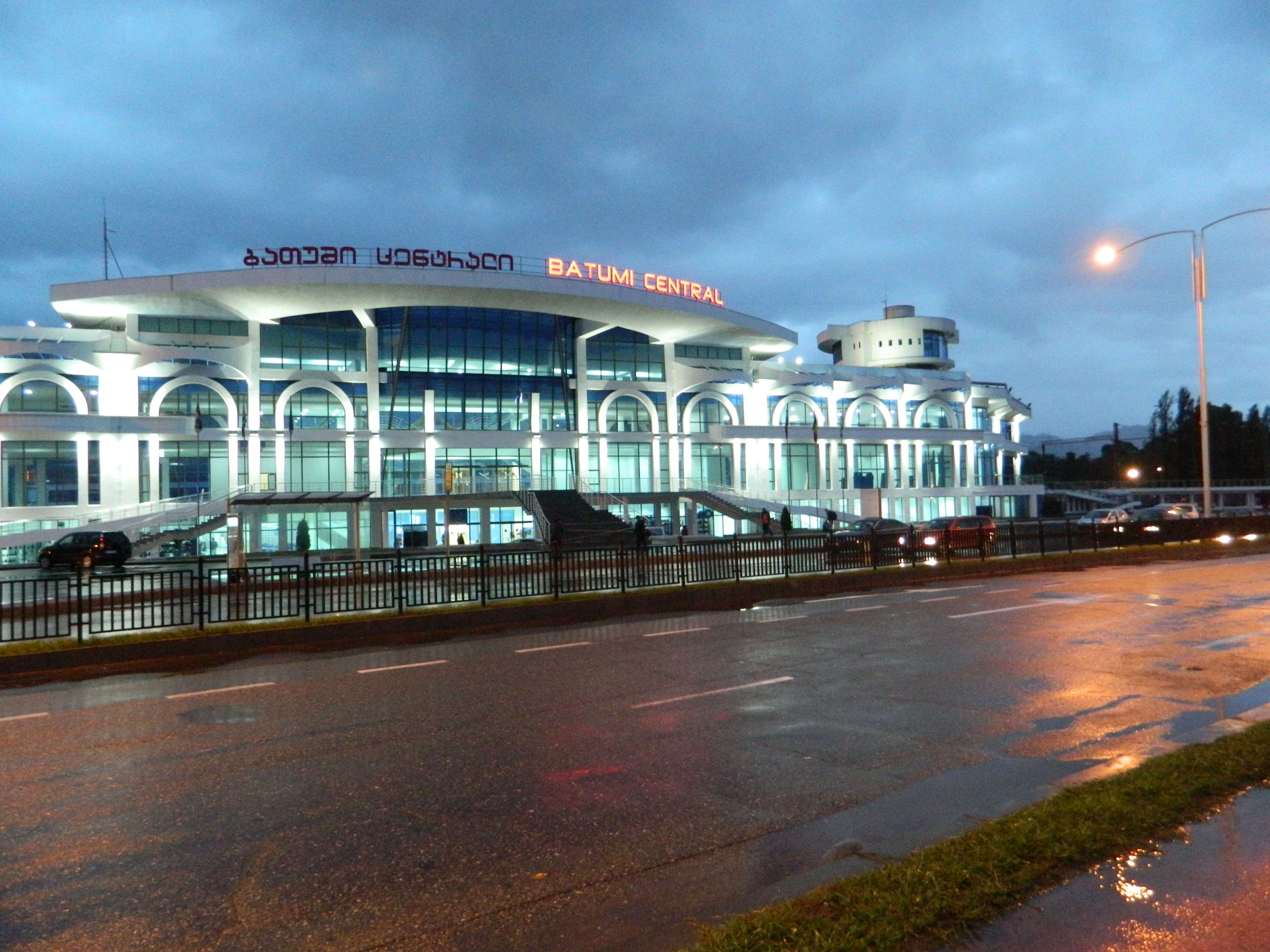
バトゥミ中央駅

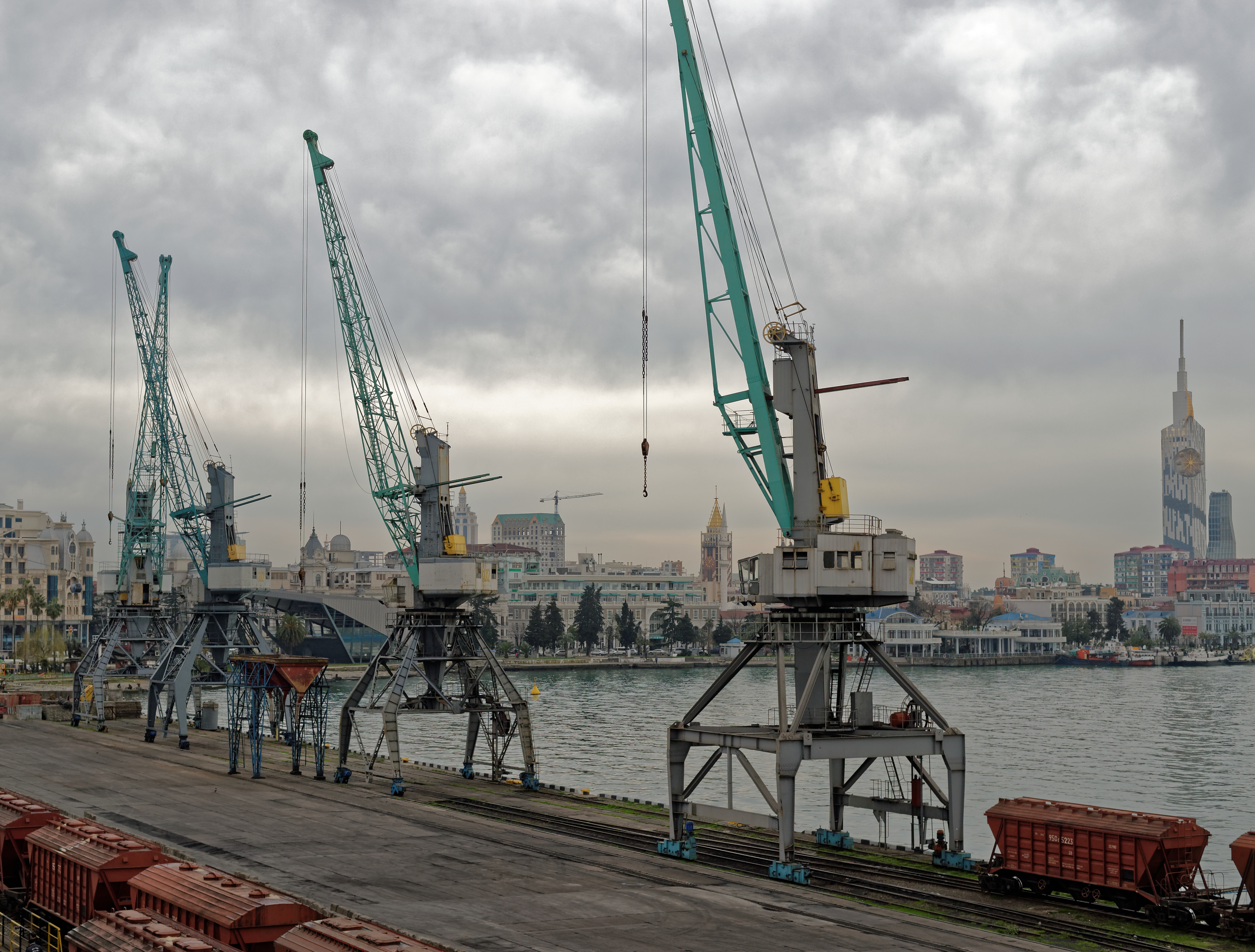
バトゥミ港

### 空路

#### 空港
- バトゥミ国際空港

### 鉄道

#### 国鉄
グルジア鉄道
マヒンジャウリ駅 - バトゥミ中央駅

#### 国際列車
バトゥミ＝ティフリス＝バクー鉄道
- マヒンジャウリ駅 -

### 航路

#### 港湾
- バトゥミ港

## 観光

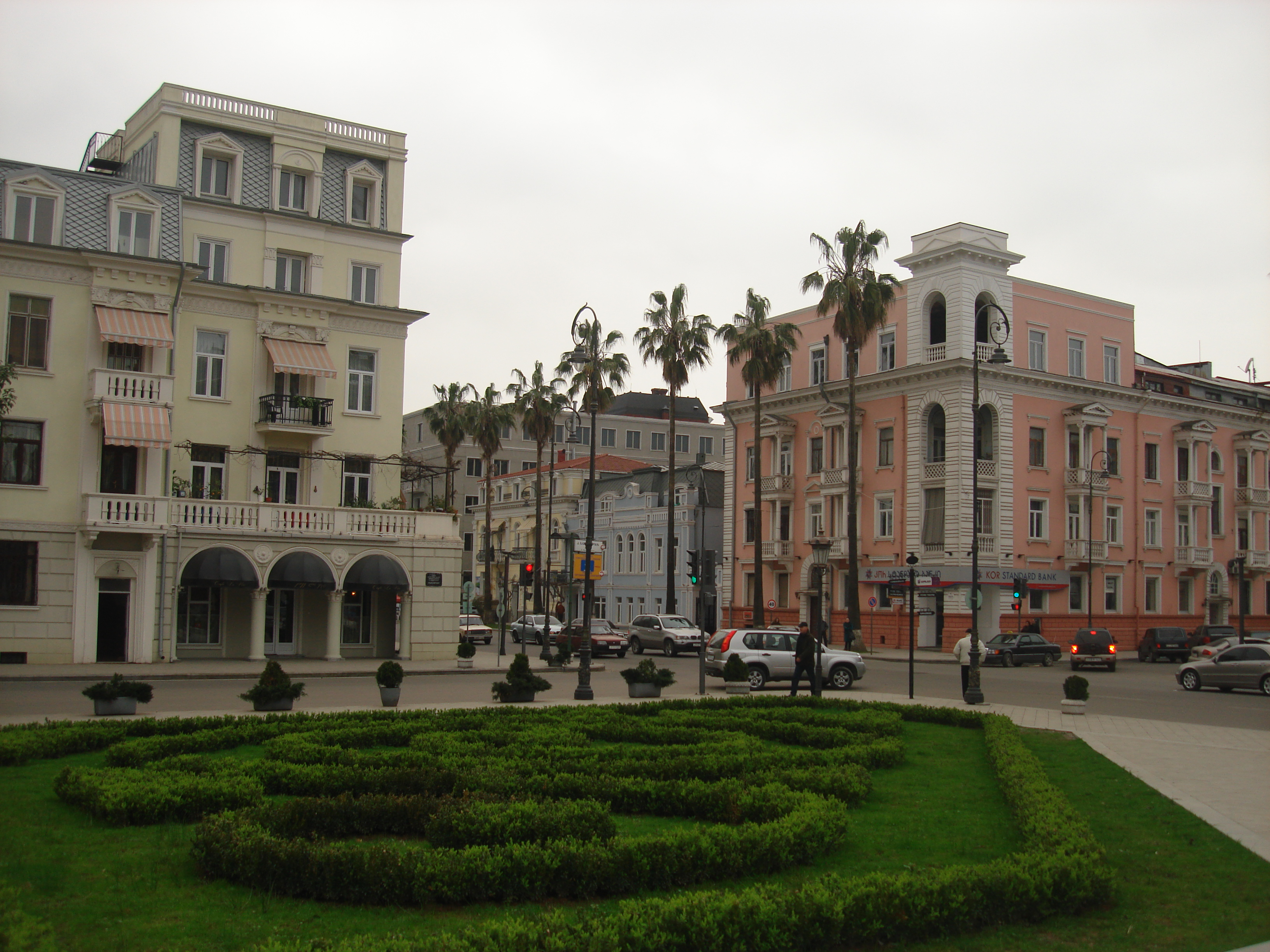
ネプチューン広場

保養地としても有名であり、バトゥミビーチなど多くの観光客が訪れる。

### 名所・旧跡
グルジア正教やカトリック、イスラム、ユダヤ教、アルメニア教会など多くの宗教が混在する町であり、それぞれの宗教の寺院・教会が見られる。

### 観光スポット
- バトゥミ海岸
- バトゥミ・スタジアム

## 文化・名物
トルコとの国境から約20kmのところに位置することもあり関係が深い。

### 名産・特産
- レモン
- オレンジ
- 茶

### スポーツ

#### サッカー
サッカーチーム
- FCディナモ・バトゥミ - 1923年創立

## 出身関連著名人
- カティア・ブニアティシヴィリ - ピアニスト
- ケイティ・メルア - 歌手
- ストルガツキー兄弟 - 作家